# Les teves zones errònies
Les teves zones errònies és el primer llibre d'autoajuda escrit per Wayne Dyer, publicat l'1 d'agost de 1976. És un dels llibres més venuts amb una xifra estimada de 35 milions de còpies venudes. El llibre va passar 64 setmanes a la llista de best-sellers de la New York Times el novembre de 1977, arribant a la primera posició a la setmana del 8 de maig de 1977.
El llibre dona pautes per superar la por, la culpa, la conducta auto-destructiva, resultat de processos cognitius que poden ser perjudicials.

## Crítiques
Albert Ellis critica que el llibre és una "mala còpia" de la seva teràpia racional emotiva conductual (TREC), acusant Dyer de plagi. En una carta oberta el 1985, Ellis acusa a Dyer d'haver participat en un taller d'investigació sobre la TREC abans d'escriure el seu llibre. Afegeix Ellis que més de 300 persones li han fet saber al llarg dels anys que el llibre de Dyer els resultava molt similar al plantejat per ell. Critica que no se li hagi donat crèdit per l'aportació que la TREC fa a la tesi de Dyer, però de manera irònica elogia la feina feta per aquest, "ha ajudat a un gran nombre de persones, i (...) esbossa els principis de la TREC força bé (...) amb gran simplicitat i claredat ".